# Ramat Ben Gurion
Ramat Ben Gurion (hebrejsky: רמת בן גוריון, doslova Ben Gurionova výšina, nazýváno též Romema ha-Chadaša, רוממה החדשה, Nová Romema) je čtvrť v jižní části Haify v Izraeli. Nachází se v administrativní oblasti Ramot ha-Karmel, v pohoří Karmel.

## Geografie
Leží v nadmořské výšce cca 250 metrů, cca 3,5 kilometru jižně od centra dolního města. Na jihu s ní sousedí čtvrť Giv'at Downes, na severu Romema, na západě Achuza a na východě Ramat Sapir. Zaujímá vrcholové partie nevelké sídelní terasy. Tu ohraničují zalesněná údolí, jimiž protékají vádí, směřující k severu do povodí Nachal Giborim. Dopravní osou je třída Derech Pica. Populace je židovská.

## Dějiny
Plocha této městské části dosahuje 0,44 kilometru čtverečního). V roce 2008 tu žilo 4580 lidí (z toho 4220 Židů). Pojmenována je podle prvního izraelského premiéra Davida Ben Guriona.